# Кланг (остров)
Кланг или Келанг (малайск. Pulau Klang) — небольшой остров, расположенный примерно в 2,5 км от порта Кланг, штат Селангор, Малайзия. На северо-востоке разделен с материком проливом Северный Келанг. На юго-востоке разделен с островом Лумут проливом Южный Келанг. В южной части граничит с островом Чэ-Мат-Цзинь и островом Селат-Керинг. С западной стороны с островом Кетам.
Остров необитаем. В его округе развита рыбалка и судоходство. Через остров пролегает путь от порта Кланг до населенного острова Кетам. Остров Кланг полностью покрыт мангровыми лесами и болотами.

## Галерея
- Морской путь к острову Кетам через остров Кланг.